# Jake Wetzel
Jake Wetzel (født 26. december 1976 i Saskatoon) er en canadisk tidligere roer og olympisk guldvinder, der i en periode også repræsenterede USA.

## Tidlige år
Jake Wetzel var i sin tidlige ungdom cykelrytter og var på det canadiske udviklingshold i mountainbike. I 1997 begyndte han på University of California, Berkeley, og her begyndte han at ro. Han fik straks succes i denne sport, og han vandt i alle college-ottermatcher, han deltog i. I 1999, 2001 og 2002 stillede han igen op for Berkeley i otteren, og de vandt alt i de år, bortset fra en enkelt match. 

## Rokarrieren
I 1998 lykkedes det for at ham at kvalificere sig til VM i toer uden styrmand for Canada, men han var mere interesseret i at ro otter. Da han ikke rigtig troede, at han ville have en chance i den canadiske otter, henvendte han sig til amerikanernes træner, Mike Teti, for at forhøre sig om mulighederne her (han har en amerikansk far og en svensk mor), og Teti hjalp ham med formaliteterne med at stille op for sin fars fædreland. Pladsen i den amerikanske otter var dog ikke selvskrevet for Wetzel, og Teti skabte en duel mellem Wetzel og Mike Wherley om en af pladserne, som Wherley endte med at vinde. I stedet kom Wetzel med i den amerikanske firer med styrmand og vandt med denne båd VM-guld. Han roede dobbeltfirer ved OL 2000 i Sydney for USA, og båden kvalificerede sig med en tredjeplads i indledende heat til semifinalen, hvor en fjerdeplads gav plads i B-finalen. Denne vandt den amerikanske båd med to sekunder foran den polske båd i en tid, der var nedre end de tre sidste i A-finalen. Amerikanerne opnåede dermed en samlet syvendeplads.
Herefter vendte Wetzel tilbage til det canadiske rolandshold, og hans første succes her kom, da han var med til at vinde VM-guld i firer med styrmand i 2003. Ved OL 2004 i Athen stillede Wetzel op i firer uden styrmand (sammen med Cameron Baerg, Thomas Herschmiller og Barney Williams). Den canadiske båd vandt sit indledende heat og sin semifinale og var derfor i A-finalen. Canadiernes tid i semifinalen var blot et kvart sekund dårligere end briternes, og finalen blev også et tæt løb mellem disse to både, som briterne vandt med blot 0,08 sekund, hvilket betød, at canadierne vandt sølv.
Senere kom Wetzel med i den canadiske otter og var med til at vinde VM-guld i denne disciplin i 2007. Båden, som havde vundet OL-guld i 2004, var derfor en af favoritterne ved OL 2008 i Beijing. Den canadiske otter vandt da også sit indledende heat, og i finalen førte canadierne hele vejen, så de sluttede med et forspring til Storbritannien på over et sekund med USA på tredjepladsen. Udover Wetzel bestod bådens besætning af Kevin Light, Andrew Byrnes, Malcolm Howard, Dominic Seiterle, Adam Kreek, Kyle Hamilton, Ben Rutledge og styrmand Brian Price – fem af bådens besætning var gengangere fra OL 2004. Canadierne blev dermed de første forsvarende verdensmestre, der vandt OL-guld, siden DDR gjorde det i 1979-1980.
Efter OL indstillede han sin elitekarriere.

## OL-medaljer
- 2008:  Guld i otter
- 2004:  Sølv i firer uden styrmand